# Rivula catadela
Rivula catadela är en fjärilsart som beskrevs av Fletcher 1961. Rivula catadela ingår i släktet Rivula och familjen nattflyn. Inga underarter finns listade.